# Аркатово (Татарстан)
Арка́тово (тат. Аркатау) — село в Пестречинском районе  Республики Татарстан Российской Федерации. Входит в состав Надеждинского сельского поселения.

## Название
Топоним произошел от татарского слова «арка» (задний) и оронимического термина «тау» (гора).

## География
Село расположено на реке Иинка, в 20 километрах к северу от села Пестрецы.   

## История
Село основано во второй половине  XVII века. В дореволюционных источниках известно также под названием Богородское. 
До реформы 1861 года жители относились к категории помещичьих крестьян. Занимались земледелием, разведением скота. В числе первых помещиков были дворяне Пётр и Иван Аркатовы (отсюда название села). В 1746 году в Аркатово была построена Смоленско-Богородицкая церковь (действующая; памятник архитектуры). По сведениям 1859 года, здесь имелись солодовенный и маслобойный заводы, 3 ветряные мельницы, крупообдирка. 
В начале XX века в Аркатово функционировали земская школа, 2 ветряные мельницы, 2 хлебозапасных магазина, казённая винная, 2 пивные и 1 мелочная лавки. В этот период земельный надел сельской общины составлял 296 десятин. До 1920 года село являлось центром Аркатовской волости Лаишевского уезда Казанской губернии. С 1920 года в составе Лаишевского, с 1927 года — Арского кантонов ТАССР. С 10 августа 1930 года в Пестречинском районе.

## Население
| 1782                  | 1859 | 1897 | 1908 | 1920 | 1926 | 1949 | 1958 | 1970 | 1979 | 1989 | 2000 |
| --------------------- | ---- | ---- | ---- | ---- | ---- | ---- | ---- | ---- | ---- | ---- | ---- |
| 186 душ мужского пола | 272  | 389  | 382  | 371  | 435  | 239  | 182  | 149  | 70   | 34   | 29   |

## Экономика
Полеводство.